# Batalha de Bach Dang
A Batalha de Bạch Đằng foi uma batalha naval decisiva durante a terceira invasão mongol do Vietnã, travada entre Đại Việt, comandado pelo comandante-em-chefe príncipe Trần Quốc Tuấn (príncipe Hưng Đạo), e a frota da Dinastia Yuan, sob comando dos almirantes Omar e Fan Yi, no Rio Bạch Đằng (atual província de Quảng Ninh). Nessa ocasião, o príncipe Hưng Đạo armou uma emboscada que destruiu a frota Yuan e capturou seu general, frustrando a intenção de Cublai de conquistar Đại Việt e Champa. A batalha foi uma obra-prima tática, comparada à batalha de Bạch Đằng anterior de 938, e é considerada uma das maiores vitórias da história militar do Vietnã.

## Antecedentes
Omar bin Nars al-Din 'Umar al-Bukhari, filho do governador corásmio de Yunnan nomeado pelos mongóis, Nasr al-Din, era um comandante naval altamente reputado e habilidoso do exército mongol Yuan durante a conquista de Kublai contra a dinastia Song. Ele comandou a frota de vanguarda que auxiliou a frota de Zhang Hongfan a perseguir a frota Song de Guanzhou até Cantão em 1278, repelindo um contra-ataque Song em julho. Em março de 1284, ele e Qutuq (um comandante mongol que lutara na batalha contra os birmaneses em 1277) foram encarregados de liderar cerca de 20 000 tropas para se unir a Sogetu contra Champa, mas Omar acabou indo ao norte para apoiar o príncipe Toghon na invasão Yuan de Đại Việt no início de 1285, onde ele e o príncipe tangute Li Heng usaram navios capturados e forçaram o rei vietnamita Trần Nhân Tông a recuar até o mar em março. Em abril, a frota de Omar novamente enfrentou o rei de Đại Việt e a frota do príncipe Trần Quốc Tuấn (tio do rei reinante Nhân Tông) na costa de Haiphong, quase conseguindo capturar o rei. No entanto, quando as forças Yuan se preparavam para se dispersar devido à escassez de provisões, Toghon ordenou retirada em junho. As forças Yuan entraram em pânico durante o trajeto, e Toghon falhou em notificar Sogetu e Omar a tempo de recuarem. Sogetu foi morto em combate pouco depois, enquanto Omar e seu companheiro Liu Gui conseguiram escapar para a praia, encontraram um pequeno barco e navegaram de volta à China.
Na terceira invasão, no fim de 1287, cerca de 100 000–170 000 soldados Yuan foram divididos em dois exércitos: forças terrestres, lideradas pelo príncipe Toghon, e uma força naval sob o comando de Omar, Fan Yi e Mahmud, com 18 000 soldados, dezenas de milhares de marinheiros, 70 navios de transporte e 500 navios de guerra. Eles partiram de Qinzhou em 17 de dezembro, navegando até Vạn Kiếp via rio Bạch Đằng (o segundo mais importante distributário do Rio Vermelho), onde se reuniriam às forças de Toghon em janeiro de 1288. Atacaram, forçaram o rei a recuar para o mar e tomaram a capital vietnamita Thăng Long (Hanói) em 3 de fevereiro, mas não encontraram grãos para reabastecer. Toghon ordenou, então, que seus generais vasculhassem o Delta do Rio Vermelho, saqueando plantações e reunindo arroz. O exército Yuan era numeroso, insustentável, e aguardava uma frota de suprimentos comandada por Zhang Wenhu, que avançava lentamente rumo a Đại Việt. Sem que Toghon soubesse, no fim de janeiro, o príncipe Hưng Đạo e o príncipe Trần Khánh Dư, com 30 navios de guerra, aguardaram a frota de Zhang na ilha de Vân Đồn e, quando a frota de suprimentos passou, os vietnamitas a atacaram, causando grandes perdas e forçando Zhang a recuar para a Ilha de Hainan. Outras embarcações de Zhang foram desviadas por fortes ventos de monção de nordeste. Ao saber da notícia, o rei de Đại Việt comentou: “O que as forças Yuan mais precisam é de comida. Talvez eles não saibam da derrota de sua frota de transporte e estejam planejando mais ações ofensivas.” Sem suprimentos, o grande exército Yuan ficou isolado e começou a passar fome. Em 5 de março, Toghon partiu de Hanói para a base Yuan em Vạn Kiếp e, 25 dias depois, decidiu recuar para a China, pois os mantimentos se esgotavam e a situação se agravava. Toghon recuou por terra e logo embarcou em um grande navio de guerra próprio.
Ao saber disso, o príncipe Hưng Đạo preparou o contra-ataque. Os vietnamitas destruíram pontes, estradas e criaram armadilhas ao longo da rota de retirada Yuan. Eles perseguiram as forças de Toghon até Lạng Sơn, onde o príncipe mongol foi obrigado a abandonar seu navio e atravessar as florestas até a fronteira da China, escoltado pelos poucos soldados remanescentes. A maior parte das forças terrestres de Toghon foi morta ou capturada. Enquanto isso, a frota Yuan de Omar e Fan Yi batia em retirada pelo rio Bạch Đằng, a mesma rota pela qual haviam entrado em Đại Việt.

## Plano

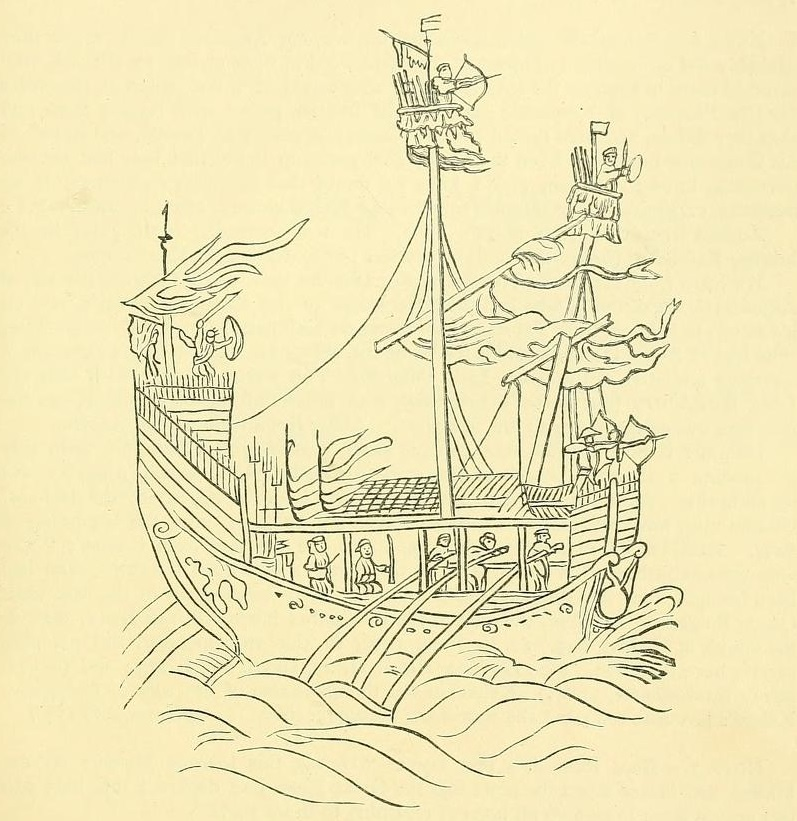
Navio de guerra chinês, possivelmente usado pela Yuan

O rio Bạch Đằng atravessa o distrito de Yên Hưng (na província de Quảng Ninh) e Thủy Nguyên (em Haiphong) antes de chegar ao mar. Foi nesse local que ocorreu a notória batalha anterior de Ngô Quyền contra os Han do Sul, em 938. A partir de março, Trần Hưng Đạo começou a preparar o campo de batalha, empregando a mesma tática que Ngô Quyền usara contra os chineses em 938. Ele estudou as marés e ordenou a cravação de estacas sob a água, coordenando emboscadas em um plano de campanha unificado.
Trần Hưng Đạo ordenou que seus soldados fixassem estacas com pontas de ferro sob as águas dos rios Chanh, Kênh e Rút, todos distribuidores setentrionais do rio Bạch Đằng. Ghềnh Cốc é um recife que se estende pelo Bạch Đằng até a parte inferior do rio Chanh e superior do rio Kênh, sendo escolhido como ponto de emboscada, em conjunto com as estacas submersas, para bloquear os navios inimigos quando a maré baixasse. Pequenas esquadras vietnamitas se posicionaram secretamente atrás de Ghềnh Cốc, Ðồng Cốc, Phong Cốc e nos rios Khoái, Thái, Gia Ðước e Ðiền Công. O exército também se posicionou em Hưng Yên, na margem esquerda do Bạch Đằng, e em Tràng Kênh, na margem direita, além do monte Ðá Vôi.

## Batalha

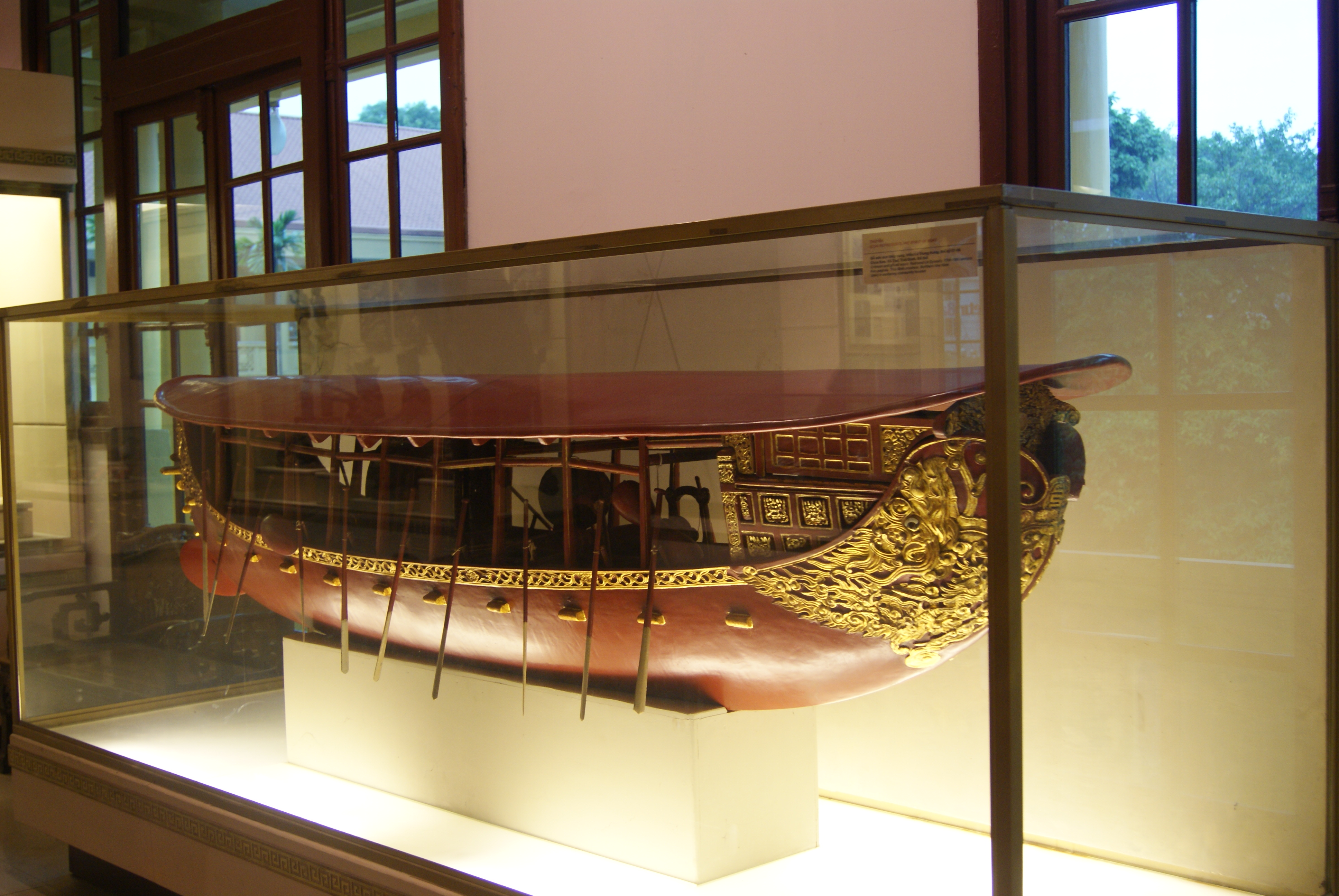
Modelo de um mông đồng, barco de combate vietnamita do século XVII, que possivelmente representava a frota naval vietnamita 400 anos antes

Na madrugada de 9 de abril, a frota sob Omar, escoltada por infantaria, tentou retornar seguindo o curso do rio Bạch Đằng. Eles caíram na armadilha de Hưng Đạo quando a maré estava alta. Uma pequena frota de juncos vietnamitas avançou e atacou a frota Yuan, depois recuou. Quando a maré baixou, a frota Yuan, que perseguia os juncos, viu-se bloqueada pelas estacas de madeira fincadas no leito do rio. Presos na armadilha, os navios mongóis foram então aniquilados pela frota vietnamita que retornou. Milhares de soldados Yuan pularam no rio e morreram ou se afogaram. Fan Yi, ao ver a frota de Omar destruída e seu próprio grupo cercado por pequenos juncos vietnamitas, tentou escapar, saltou no rio e acabou morto pelos vietnamitas. A batalha durou do amanhecer ao anoitecer; os vietnamitas capturaram 400 navios de guerra Yuan.
A frota Yuan foi completamente destruída, e Omar foi capturado pelos vietnamitas.

## Consequências
Ao receber as notícias da derrota mongol, Cublai exilou Toghon em Yangzhou para sempre. Mongóis e vietnamitas concordaram em trocar prisioneiros de guerra. Embora o rei Trần Nhân Tông estivesse disposto a pagar tributo à Yuan, as relações novamente se complicaram com a questão da presença na corte Yuan, e a hostilidade continuou. Em 1289, o rei Nhân Tông aceitou devolver seu prisioneiro Omar, mas o príncipe Hưng Đạo, que se opunha a isso, forjou o naufrágio do navio que transportava Omar em alto mar.
O rei Trần Nhân Tông acabou decidindo aceitar a supremacia da dinastia Yuan para evitar conflitos futuros. Como ele se recusou a ir em pessoa, Cublai reteve seu emissário, Đào Từ Kí, em 1293. O sucessor de Cublai, Temür Khan (r. 1294–1307), por fim libertou todos os enviados detidos, contentando-se com um relacionamento tributário nominal, que durou até o final da dinastia Yuan.
Com a vitória dos vietnamitas, houve celebrações pelo país. O fracasso mongol deu mais confiança a outros pequenos estados asiáticos em seus próprios combates contra os mongóis. A derrota mongol também pôs fim às ambições de conquistar todo o sudeste da Ásia. É lembrada como uma das maiores vitórias da história militar do Vietnã.

## Legado
A batalha é frequentemente celebrada na tradição e na literatura vietnamitas. O imperador Trần Minh Tông (1300–1357) compôs o poema Rio Bạch Đằng durante uma visita ao local da batalha.
| 白藤江 ... 山河今古雙開眼， 胡越贏輸一倚欄。 江水渟涵斜日影， 錯疑戰血未曾乾。 | Rio Bạch Đằng ... Esta nação abriu os olhos duas vezes, A contenda entre Hu e Viet foi breve como um piscar. As águas do rio carregam o tom avermelhado do entardecer, Sinto como se o sangue do campo de batalha ainda não tivesse secado. |

O mandarim e erudito da dinastia Trần, Phạm Sư Mạnh (1300–1384), também escreveu um poema descrevendo a batalha:
| 行役簦家山 行役簦家山， 僑首萬里天。 ... 洶洶白藤濤， 想象吳王船。 憶昔重興帝， 刻轉坤斡榦。 海浦千艨艟， 陜門萬旌旃。 ... 至今四海民， 長說擒胡年。 | Hành Dịch Đăng Gia Sơn (Visitando minha montanha natal em viagem) Viajando a trabalho, visitei minha montanha natal. Erguendo o olhar, vê-se milhas de horizonte. ... As revoltas marés de Bạch Đằng, Relembrando a frota do Rei Ngô. e o feito do Imperador Trùng Hưng, Em um instante retumbante. Centenas de galés Mông Đồng, Suas bandeiras cobriram o estreito do rio. ... Até hoje, em todos os cantos do nosso reino, O povo ainda recorda o ano em que contivemos os Bárbaros Hu. |

O estudioso da Dinastia Lê, Nguyễn Trãi (1380–1442), também compôs o poema Bạch Đằng hải khẩu (白藤海口) ao visitar o local.
Rio Bạch Đằng foi também o nome de uma canção patriótica escrita por Lưu Hữu Phước na década de 1940.